# Vorarbeiter
Als Vorarbeiter bezeichnet man den formell eingesetzten Truppführer oder Chef eines Arbeitsteams, also einer Gruppe von Arbeitern, die unter dieser Leitungsinstanz gemeinsam einer Tätigkeit nachgehen.
Der Vorarbeiter hat eine Koordinierungsaufgabe für sein Arbeitsteam, aber keine disziplinarischen Befugnisse.

## Einsatzbereich
Vorarbeiter werden sowohl in stationären Betrieben als auch auf Baustellen eingesetzt. Es gibt sie sowohl in der Industrie als auch im Handwerk. Vorgesetzte des Vorarbeiters können z. B. Poliere, Meister, Techniker, Ingenieure oder Bauleiter sein. Der Aufgaben- und Verantwortungsbereich der Vorarbeiter ist unterschiedlich. Er wird meistens besser entlohnt als die anderen Arbeiter.

## Lokale Bezeichnungen
Im süddeutschen Raum und in der Schweiz werden Vorarbeiter auch als Kapo (italienisch capo ‚Kopf, Anführer‘) bezeichnet. Umgangssprachlich verbreitet ist auch die Bezeichnung Schieber und, davon abgeleitet, die Bezeichnung Schiebermütze oder aber auch Kolonnenführer. In Österreich kennt man für diese Funktion auch den Ausdruck Partieführer. In der DDR wurden Vorarbeiter meist als Brigadier bezeichnet. Diese Bezeichnung wird teilweise immer noch in Ostdeutschland verwendet. Bei Bahnunterhaltungsarbeiten spricht man von einem Rottenführer, in Österreich entsprechend Bahnrichter.
Zum Vorarbeiter wird man meist „ernannt“ (in der Regel vom Arbeitgeber), es gibt aber auch entsprechende Ausbildungen, wie zum Beispiel Vorarbeiterlehrgänge, die im Wesentlichen folgende Qualifizierungsfächer beinhalten: „Kostenbewusstes Handeln“, „ZIB“ = Zusammenarbeit im Betrieb und auch Arbeitsrecht und „NTG“ = Naturgesetzmäßigkeiten, worin sich auch das Fachrechnen wieder findet. Die Lehrgänge dauern zumeist 6 Monate und enden mit einer Prüfung. Alternativ dazu können auch ausgebildete Meister zunächst mit der Wahrnehmung der Funktion des Vorarbeiters beauftragt werden. Oftmals ist dies der erste Schritt in der Karriereleiter eines Meisters.
In der heutigen Praxis werden Vorarbeiter nicht mehr ohne weiteres ernannt, sondern brauchen einen Vorarbeiter-Lehrgang oder einen Meisterbrief. Dies liegt in den benötigten Schlüsselqualifikationen wie Sozial- und Fachkompetenz begründet.